# Dovrefjell
Dovrefjell es una cadena montañosa en el centro de Noruega que forma una barrera natural entre el este de Noruega y Trøndelag, el área alrededor de Trondheim. Como resultado, sus valles y pasos han sido muy transitados durante y probablemente antes de tiempos históricos. En la Edad Media se establecieron varias posadas de montaña para albergar a los peregrinos que viajaban por Dovrefjell a Trondheim, e incluso hay ruinas de una antigua colonia de leprosos en la zona norte de la misma. 

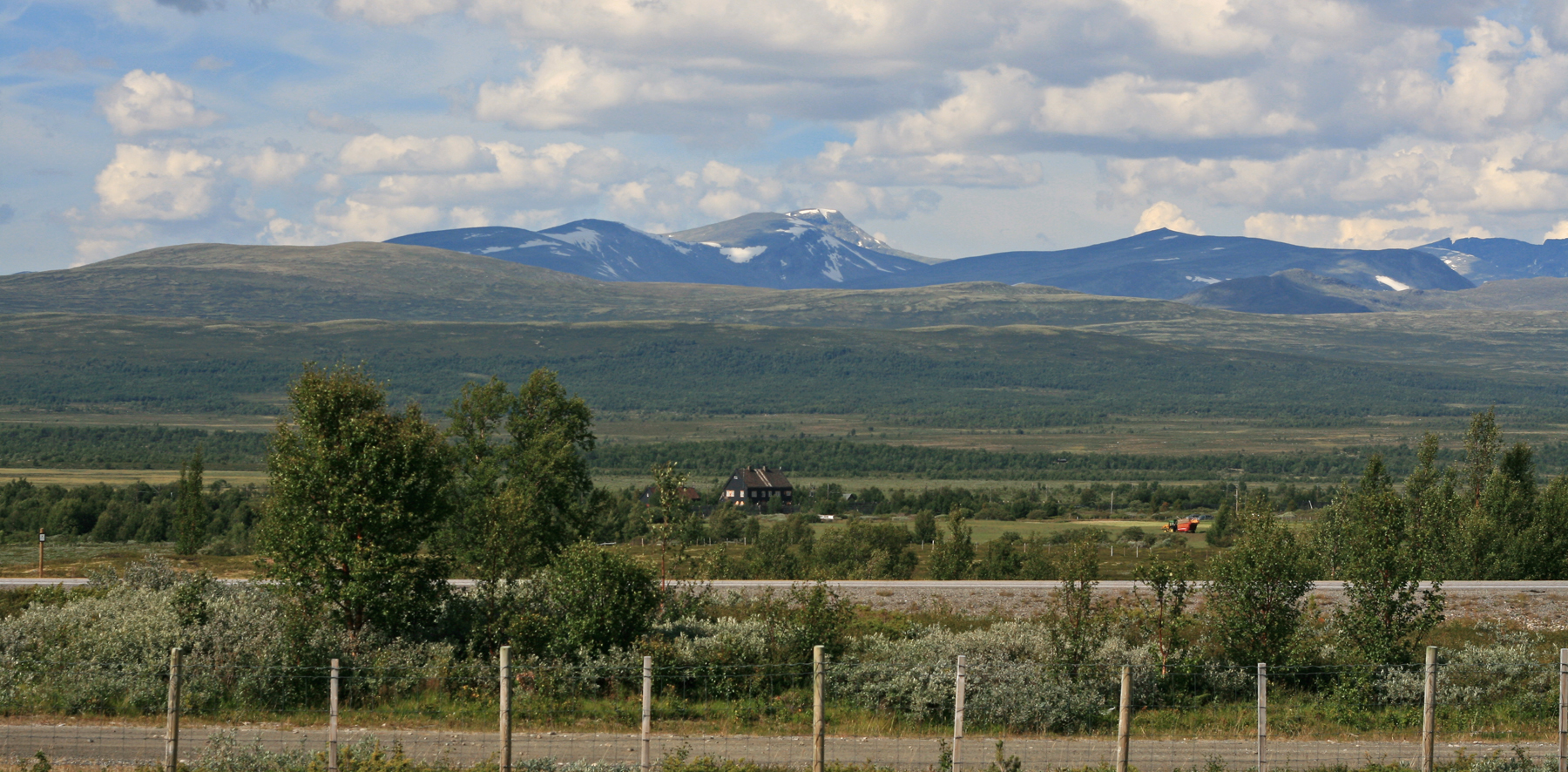
Fokstumyra y las montañas Dovrefjell

La carretera principal sur-norte ( ruta europea E6 ) y la línea ferroviaria de Dovrebanen atraviesan la cordillera de Dovrefjell. La autopista funciona todo el año, pero en raras ocasiones está cerrada por períodos cortos durante las condiciones climáticas de invierno. La cordillera atraviesa los municipios de Oppdal en el condado de Trøndelag, Folldal en el condado de Hedmark, Dovre y Lesja en el condado de Oppland y Sunndal en el condado de Møre og Romsdal. Los municipios de Oppdal, Folldal y Dovre, juntos, forman lo que a veces se conoce como la región de Dovre . 
Como es un hábitat natural para muchas plantas y animales raros, gran parte de la cordillera de Dovrefjell se ha convertido en un parque nacional en varias etapas a partir de 1911, cuando algunas plantas fueron puestas bajo protección. Cuando se construyó el ferrocarril de Oslo a Trondheim en 1921, se conservó una de las marismas. En 1974, partes de la cordillera se convirtieron en un parque nacional y el parque se amplió mucho en 2002. Junto con Rondane, tiene la última población de renos salvajes de origen beringio de Noruega y Europa. Dovrefjell (al oeste de la E6 / la línea Dovre ) también tiene un stock de bueyes almizcleros, importados del este de Groenlandia en 1932. 
La zona de Dovrefjell ha sido ahora casi totalmente protegida como dos parques nacionales: 

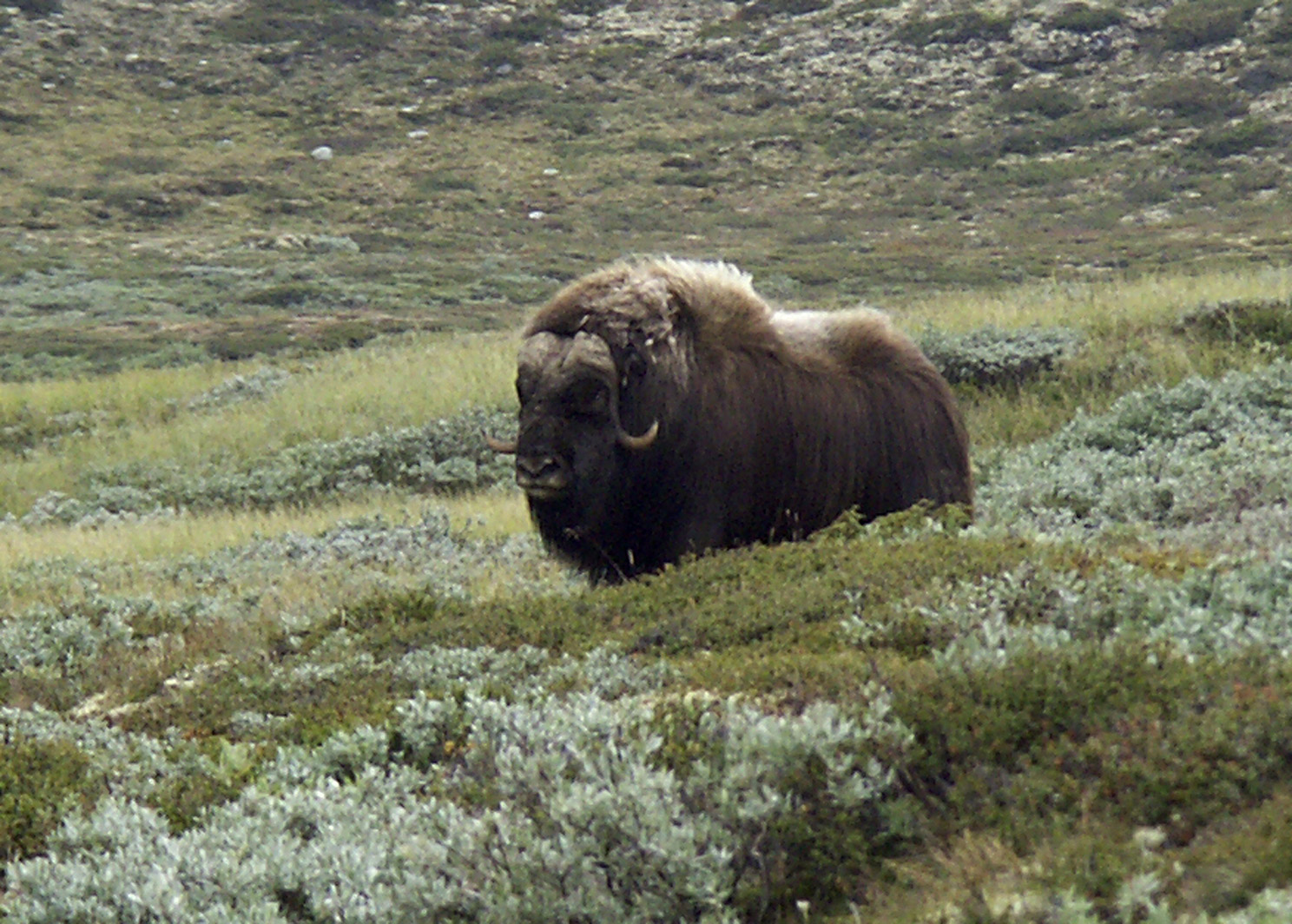
Buey almizclero en Dovrefjell

- Parque Nacional Dovrefjell-Sunndalsfjella, fundado en 2002, que abarca el anterior y mucho más pequeño Parque Nacional Dovrefjell.
- El Parque Nacional Dovre, fundado en 2003, conecta las áreas protegidas del Parque Nacional Dovrefjell-Sunndalsfjella con el Parque Nacional Rondane .

La montaña más alta de la región es el Snøhetta de 2.286 metros de altura. La cordillera ofrece oportunidades para el esquí de fondo y el senderismo. El río Driva, que corre hacia el norte por el municipio de Oppdal, tiene su nacimiento en el Dovrefjell 

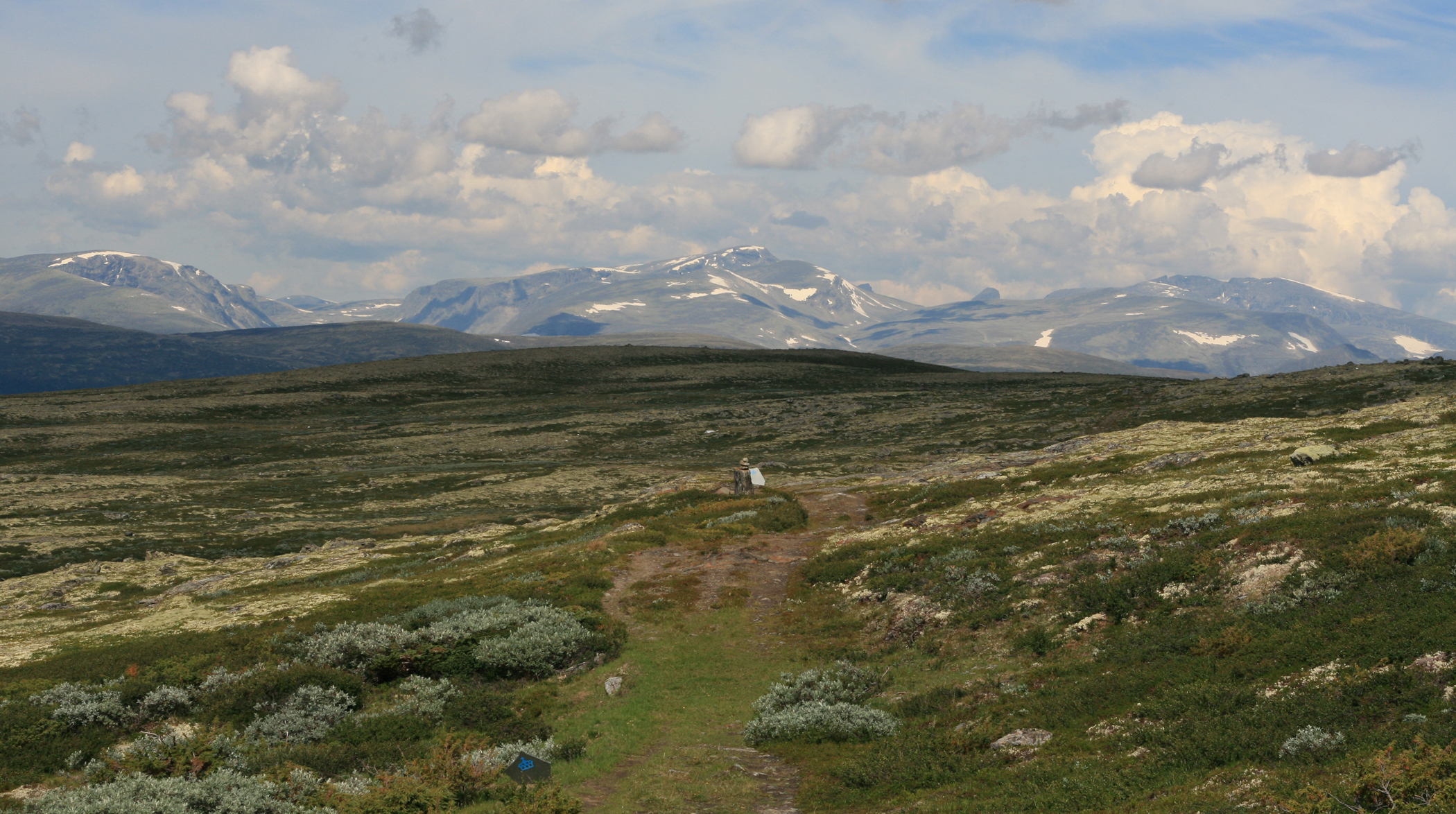
Pilgrimsleden : la ruta del peregrino que conduce a la catedral de Nidaros.

## El nombre
El primer elemento se refiere al área geográfica, Dovre. El último elemento es fjell que significa "cayó" o "montaña". 
Es común utilizar la forma acortada de Dovre también para la gran zona montañosa que rodea a Dovrefjell. 
Desde los tiempos más antiguos, Dovrefjell ha sido la región fronteriza entre las partes norte y sur de Noruega, y el camino sobre la montaña era bien conocido. La expresión "hasta que caigan las montañas de Dovre" se utiliza ampliamente en noruego. Se utilizó en el juramento que se hizo durante la Asamblea Constituyente de Noruega en 1814, cuando Noruega formó una nación independiente después de estar en unión con Dinamarca. En esa época se suponía que Snøhetta en Dovrefjell era la montaña más alta de Noruega, ya que los picos más altos de Jotunheimen no habían sido investigados. 

## Geología
Dovrefjell es un macizo residual, que es una masa de roca que se ha mantenido en su lugar a medida que se erosiona el relieve circundante. Las cimas de Jotunheimen y Dovrefjell y otras partes del sur de Noruega son los pocos remanentes de una superficie anteriormente plana que existía en Noruega antes del levantamiento. Esta superficie ahora está muy erosionada y deformada. Esa erosión formó una serie de escalones y desde el más alto de estos escalones se eleva Jotunheimen.